# Ara Alekjan
Ara Alekjan (Armeens: Արայիկ Ալեքյան) (Vedi, 9 augustus 1959) is een Armeens beeldhouwer. Zijn werk maakt hij voornamelijk van oude metalen. Hij exposeert in binnen- en buitenland.

## Biografie
Alekjan studeerde in de jaren zeventig aan het Panos Terlemeziancollege voor Schone Kunsten en eind jaren tachtig aan het Instituut voor Schone Kunsten in Jerevan en aan de Academie voor Schone Kunsten in Moskou.
In eigen land staan verschillende van zijn kunstwerken opgesteld, waaronder een stier en een neushoorn voor de Moskoubioscoop in de Armeense hoofdstad Jerevan. Hij werkt bij voorkeur met oude metalen die hij samenvoegt tot een kunstwerk. De stier voor de Moskoubioscoop bestaat bijvoorbeeld uit een groot aantal oude uurwerken. De hoogte van zijn kunstwerken varieert van heuphoogte tot enkele meters.
In 1983 had hij zijn eigen expositie, Sculpture 85, in Moskou en in 1999 exposeerde hij tijdens het Internationaal Culturenfestival in Beiroet. Verder is zijn werk opgenomen in verschillende collecties, bijvoorbeeld in de William Saroyancollectie van het Russisch Cultureel Fonds en in "Koningin en Koning" van Gazprom in Moskou.

## Galerij

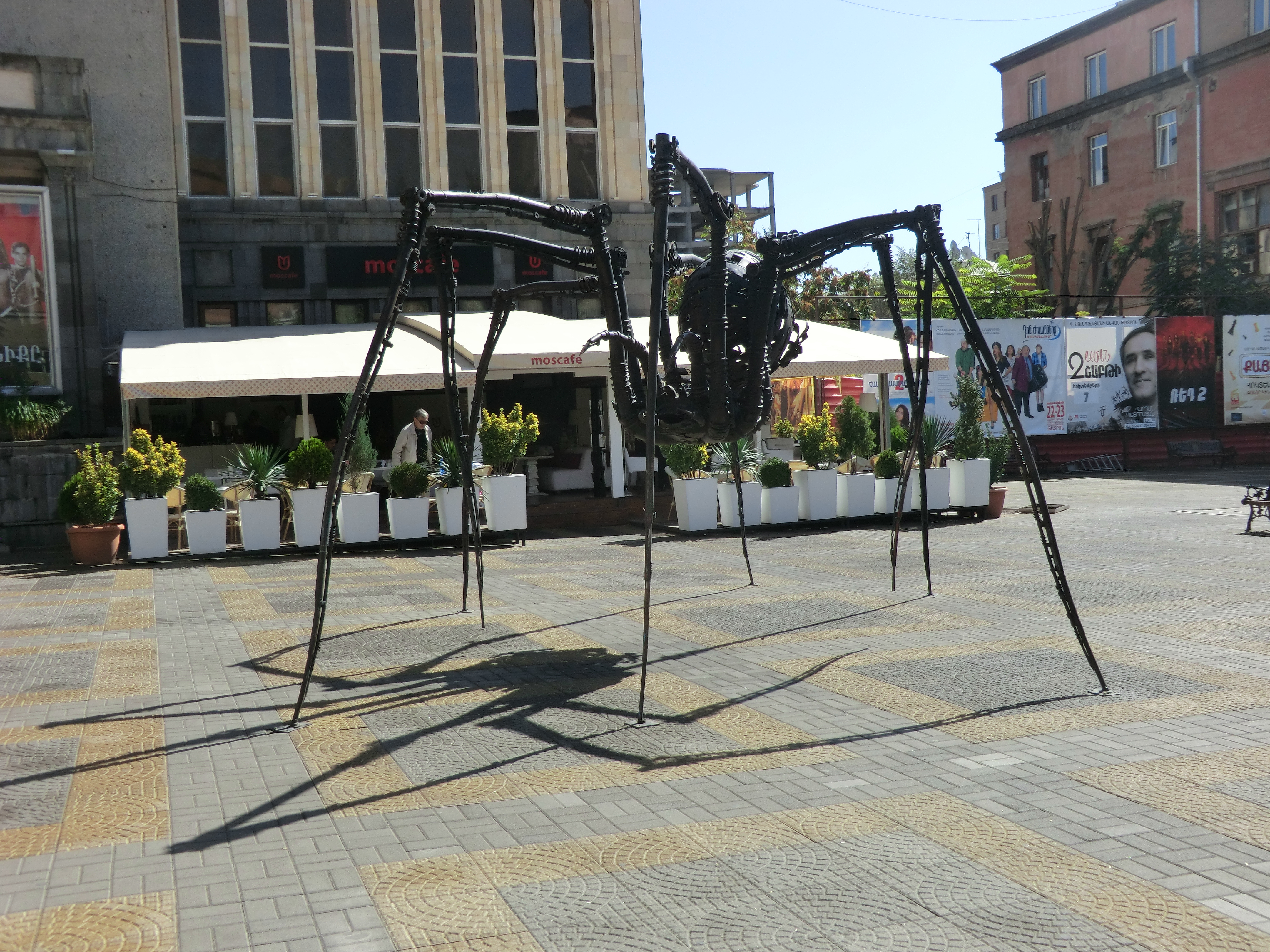
Spin
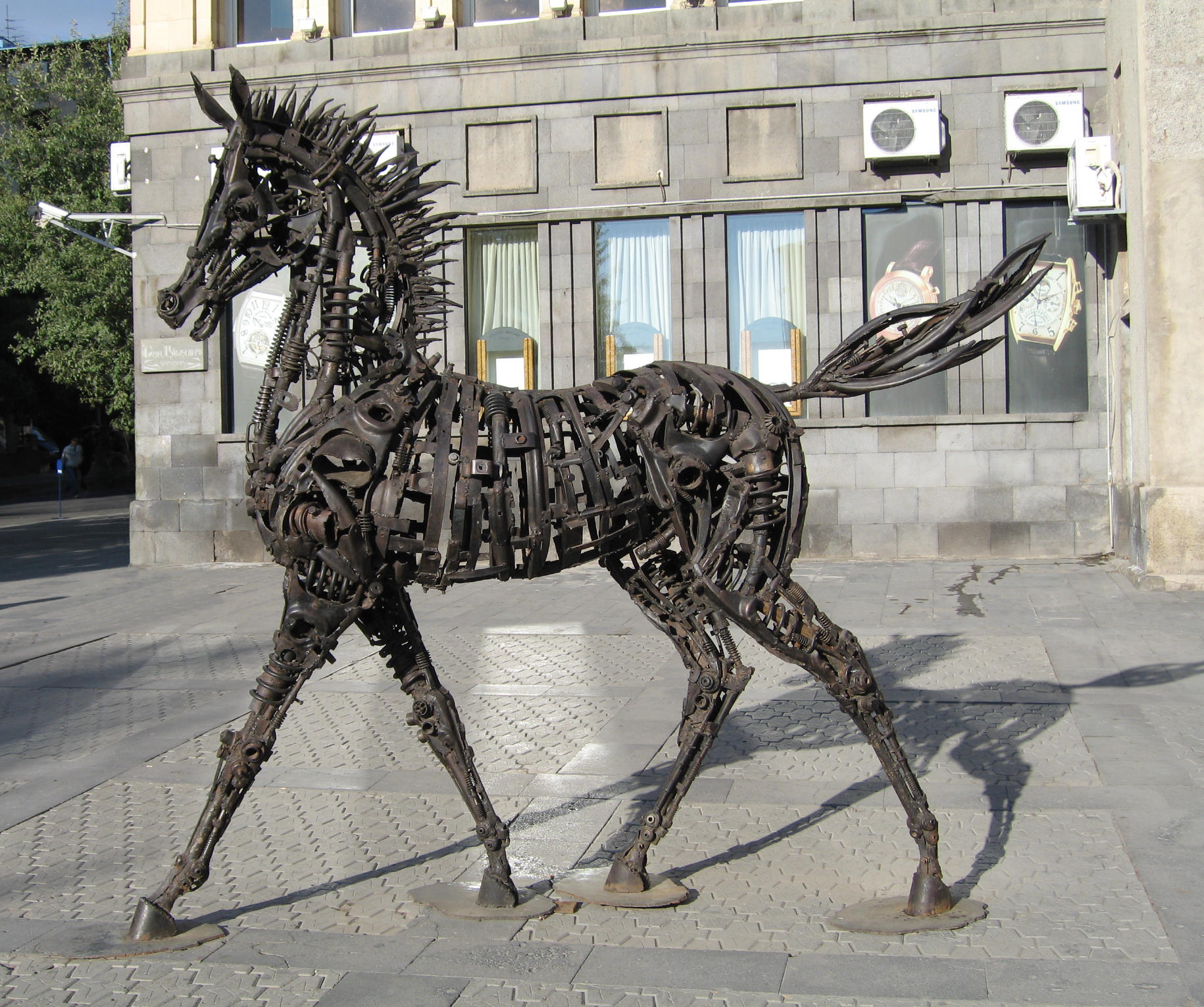
Paard
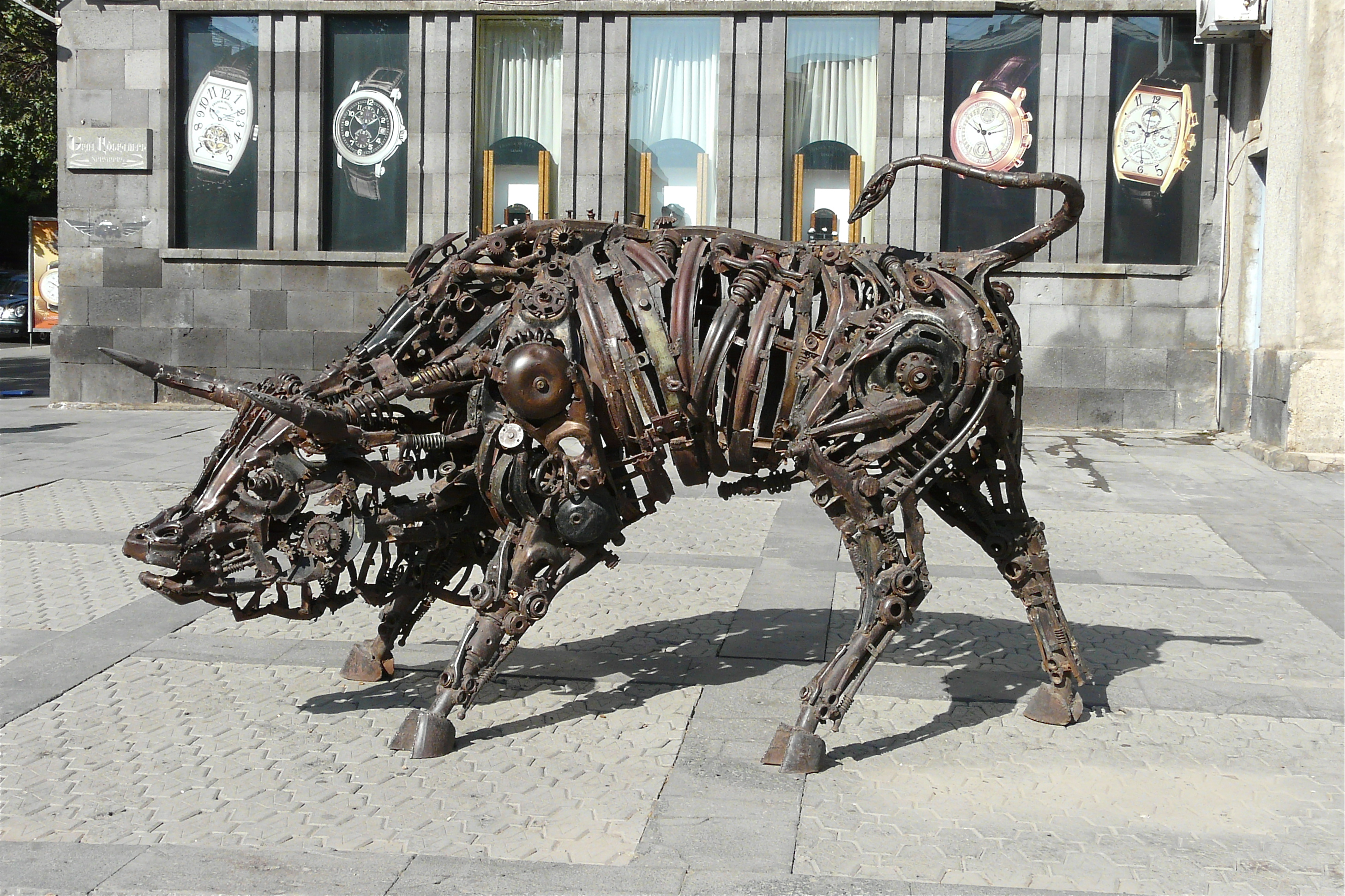
Stier
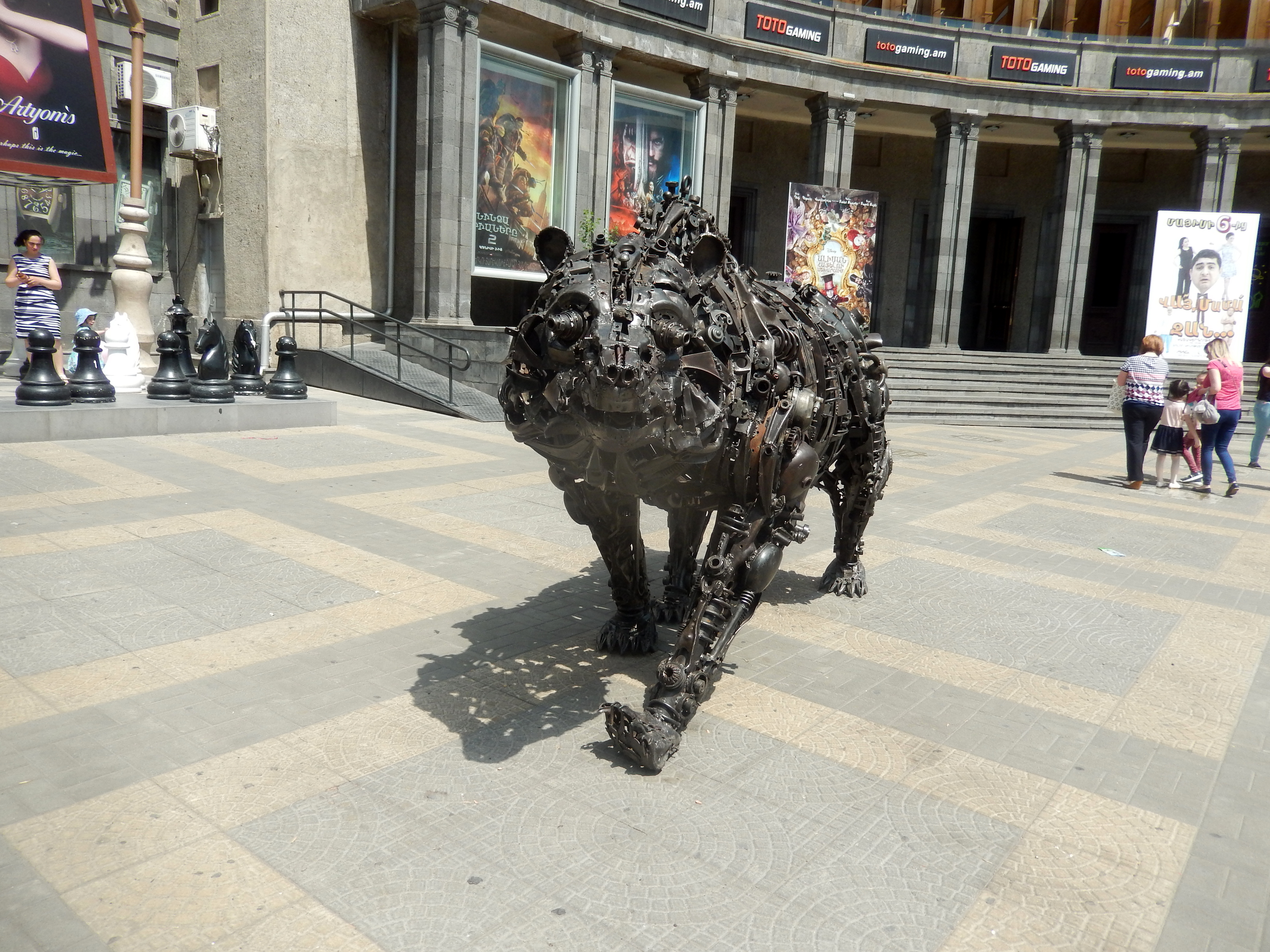
Beer

- Library of Congress Control Number: no2017071084
- Virtual International Authority File: 3715149662181807020007
- WorldCat: E39PBJhCC4MH4f43HYbDPDY773